# Чинати
Чинати (груз. ჭინათი) — село в Грузии, на территории Ланчхутского муниципалитета края (мхаре) Гурия.

## География
Село находится в западной части Грузии, на правом берегу реки Лесисцкали (приток Пичори), на расстоянии приблизительно 5 километров (по прямой) к западо-юго-западу от города Ланчхути, административного центра муниципалитета. Абсолютная высота — 104 метра над уровнем моря.

## Население
По результатам официальной переписи населения 2014 года, в Чинати проживало 285 человек (145 мужчин и 140 женщин). В национальной структуре населения грузины составляли 100 %.
| Год  | Население, человек |
| ---- | ------------------ |
| 2002 | 528                |
| 2014 | ↘ 285              |